# 21 Jump Street – A kopasz osztag
A 21 Jump Street – A kopasz osztag (eredeti cím: 21 Jump Street) 2012-es amerikai akció-filmvígjáték, amely az 1987-től 1991-ig forgatott 21 Jump Street című amerikai televíziós sorozat adaptációja. A főszerepben Jonah Hill és Channing Tatum látható, forgatókönyvírói Hill és Michael Bacall, rendezője Phil Lord és Christopher Miller.
A film gyártója a Metro-Goldwyn-Mayer filmstúdió, bemutatására az Amerikai Egyesült Államokban 2012. március 12-én került sor, Magyarországon 2012. május 3-án az InterCom Zrt. forgalmazásában.

## Történet

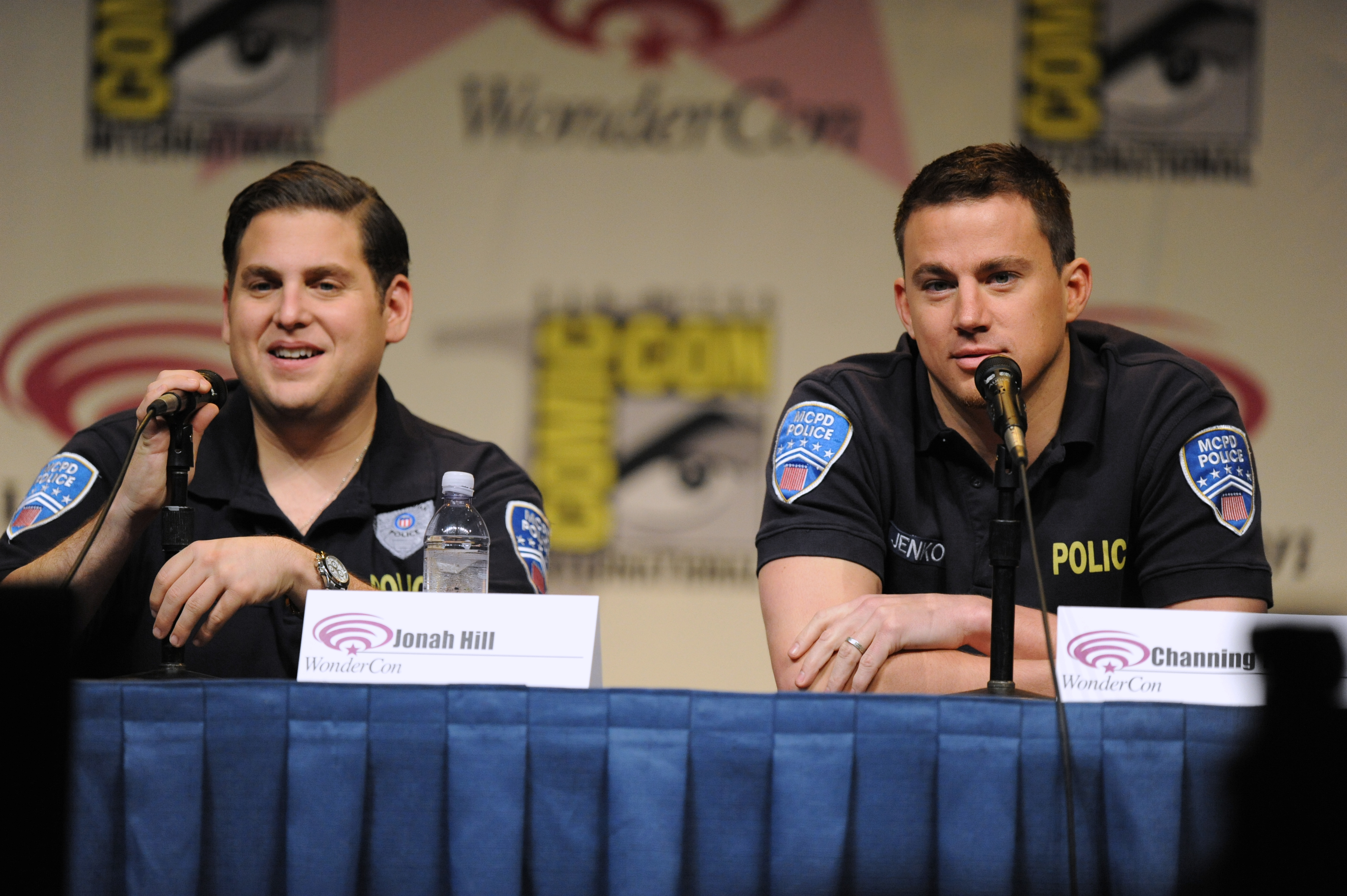
Jonah Hill és Channing Tatum a filmbeli jelmezben egy sajtótájékoztatón

Morton Schmidt (Jonah Hill) és Greg Jenko (Channing Tatum) ugyanabba a középiskolába járnak, de pont ellentétei egymásnak. Míg Morton egy örök vesztes, aki bár jól tanul, de sem a sportban, sem a lányoknál nincs sikere, addig Greg menő srác aki a focicsapat tagja, és közkedvelt a lányok körében. Az érettségi után mindketten a rendőrtiszti iskolába jelentkeznek, ahol ismét osztálytársak lesznek, majd a sikeres vizsgák után együtt kerülnek ki az utcára a parkőrségre. Első akciójuk során egy drogkereskedőt (DeRay Davis) kell letartóztatniuk, mivel azonban Jenko elfelejti a gyanúsítottal ismertetni a jogait az akció bukással zárul. A baki után a két rendőrt áthelyezik a speciális 21 Jump Street részlegre, ahol új felettesük Dickson kapitány (Ice Cube) új feladatot jelöl ki a számukra. Tekintettel arra, hogy bár mindketten a 30-as éveikben járnak, de fiatalabbnak néznek ki a koruknál egy különleges csoport tagjaiként be kell épülniük mint diákok és testvérek a régi középiskolájukba, felkutatni és letartóztatni azt a kábítószer szállítót aki újfajta, veszélyes szintetikus drogot terjeszt, ami már egy fiatal halálát okozta. A beilleszkedés Schmidt számára nagyon könnyen megy, a tinédzserek hamar befogadják a nagydumás csodabogarat, míg Jenko nehezen viseli, hogy az érettségije óta eltelt években alaposan felborult a középiskola társadalmi hierarchiája és ma már nem sikerülnek úgy a dolgai ahogyan szeretné. A középiskola falai közt mindkét rendőrre rátalál a szerelem, míg végül az ügy megoldására a szalagavató bálon kerül sor.

## Szereplők
| Szereplő         | Színész        | Magyar hang   |
| ---------------- | -------------- | ------------- |
| Schmidt          | Jonah Hill     | Elek Ferenc   |
| Jenko            | Channing Tatum | Dévai Balázs  |
| Molly Tracey     | Brie Larson    | Csuha Borbála |
| Eric Molson      | Dave Franco    | Szatory Dávid |
| Mr. Walters      | Rob Riggle     | Kardos Róbert |
| Domingo          | DeRay Davis    | Király Attila |
| Dickson kapitány | Ice Cube       | Szabó Győző   |
| Zack             | Dax Flame      | Fehér Tibor   |
| Tom Hanson       | Johnny Depp    | Nagy Ervin    |

## Előzmény
A Columbia Pictures 2008-ban jelentette be terveit a televíziós sorozat átdolgozásával kapcsolatban. A forgatókönyv átírását Jonah Hill kezdte meg. 2009. december 21-én a Columbia Pictures a film rendezésére a Derült égből fasírt című animációs film rendezőpárosát Phil Lord-t és Christopher Miller-t kérte fel. Channing Tatum többször visszautasította a szerepet, a producereknek, majd a rendezőknek is nemet mondott, míg végül Jonah Hill beszélte rá, hogy elvállalja. A forgatás New Orleansban és annak környékén zajlott és követi a tv-sorozat folyamatosságát, kiegészítve komikus, poénos jelenetekkel.

## Díjak és jelölések
A film 6 jelölést kapott a 2012-es MTV Movie Awards díjátadón:
- legjobb szereposztás (Channing Tatum, Jonah Hill, Ice Cube, Ellie Kemper, Dave Franco, Brie Larson)
- legjobb komikus színész (Jonah Hill)
- legjobb küzdelmi jelenet (Channing Tatum és Jonah Hill Gang vs Kid)
- legjobb zene ("Party Rock Anthem," LMFAO - 21 Jump Street)
- "leggyomorszorítóbb" jelenet (Jonah Hill & Rob Riggle)
- legjobb átalakulás a képernyőn (Johnny Depp)

## Bevételi adatok
A film Amerikában 2012. március 12-én került bemutatásra. Március 22-ével 50 millió dolláros bevételt ért el, így egy hét alatt megtérítette a 42 millió dolláros kiadásait. Magyarországi bemutatójáig (2012. május 3.) az Egyesült Államokban 133 millió dolláros bevételt hozott. Fentieken túl május 3-ig további 14 országban mutatták be, amelyekből összesen további 42 millió dollár bevétel érkezett.

## Kritika és fogadtatás
Mind Magyarországon, mind az Egyesült Államokban a film pozitív kritikát kapott. Bár a történet nem túl bonyolult, időnként a cselekmény is egy helyben áll, a poénok, a paródia jelleg, a komikus ábrázolásmód, az akciómozik ötletes kifigurázása és a beszólások kiváló hangulatot nyújtanak. Emellett erőszakos, robbantásos jelenetek is megjelennek a filmben így izgalomból sincs hiány. A kritikusok az írók és rendezők kiváló munkája mellett kiemelik a két főszereplő nagyszerű alakítását is.
A kritikusok szavazatai alapján a Rotten Tomatoes oldalon 84% a film tetszési indexe.
A nagy sikerre való tekintettel a Sony Pictures 2012. március 17-én bejelentette, hogy elkészíti a film második részét 21 Jump Street – A második ugrás címmel. A forgatókönyvet várhatóan ismét Jonah Hill és Michael Bacall írja, a főszerepeket szintén Jonah Hill és Channing Tatum játssza majd. A folytatás végül 22 Jump Street – A túlkoros osztag címmel 2014 nyarán került a mozikba.